# Josef Rovenský
Josef Rovenský (ur. 17 kwietnia 1894 w Pradze, zm. 5 listopada 1937 w  Pradze) – czeski aktor i reżyser. W latach 1914–1936 zagrał w 74 filmach.

## Wybrana filmografia
- Červená Karkulka (1920)
- Tu ten kámen (1923)
- Dziennik upadłej dziewczyny (1929)
- Szubieniczna Tonka  (1930)
- Dzielny wojak Szwejk (1931)
- Rewizor (1933)
- Adiutant Jego Wysokości (1933)

## Źródła
- Josef Rovenský w bazie IMDb (ang.)
- Josef Rovenský w bazie Filmweb
- Josef Rovenský w bazie Kinobox.cz (cz.)
- Josef Rovenský w bazie ČSFD (cz.)